# HMS Undine (N48)
L'HMS Undine (pennant number N48) è stato un sommergibile della Royal Navy, prima unità della classe U. Venne affondato in combattimento agli inizi della seconda guerra mondiale. 

## Servizio
La costruzione iniziò nei cantieri Vickers-Armstrong di Barrow-in-Furness il 19 febbraio 1937. Il battello venne varato il 5 ottobre 1937 ed entrò in servizio il 21 agosto 1938.
Allo scoppio della seconda guerra mondiale, l'Undine era inquadrato nella 6ª Flottiglia Sommergibili con base a Blyth. Il sommergibile compì 3 pattuglie di guerra, la quarta partì il 31 dicembre 1939.
Durante la navigazione, il sonar si guastò.
Alle 9:40 del 7 gennaio 1940, il sommergibile avvistò una squadra tedesca composta dai dragamine M-1201, M-1204 e M-1207 a sud-ovest di Helgoland. 
Il sommergibile attaccò con i siluri la nave di testa, ma questi non andarono a segno e i tedeschi contrattaccarono. Nel tentativo di fuggire l'Undine si immerse a 15 m, navigando però alla cieca a causa della perdita del sonar. Cinque minuti dopo l'immersione, un'esplosione mise fuori uso gli idroplani frontali, rendendo ingovernabile il sommergibile. Fu dato l'ordine di abbandonare la nave e vennero piazzate delle cariche esplosive per far affondare il battello. 
Tutto l'equipaggio si salvò ma fu fatto prigioniero dai tedeschi.
L'unico comandante dell'Undine fu il LtCdr. Alan Spencer Jackson.